# Hiroki Endo
Hiroki Endo (遠藤浩輝 Endō Hiroki?) nacido el 3 de noviembre de 1970 en la prefectura de Akita, Japón. Es un mangaka japonés. Conocido por la serie de ciencia ficción, Eden: It's an Endless World.

## Biografía
Endo se graduó de la universidad Musashino Art University. Pero desde un principio quería convertirse en un músico, piloto o un actor de cine, a los 24 años eligió la profesión de mangaka. Su primera serie exitosa de corte futurista fue Eden: It's an Endless World!, publicado en 1997 en la revista Afternoon. Sus historias también han sido recopiladas en libros.

## Trabajos

### Mangas
- Eden: It's an Endless World! (1997–2008)
- Meltdown (2002, publicación interrumpida)
- Hantei Shiai Jōtō! (2006, publicación interrumpida)
- All-Rounder Meguru (オールラウンダー廻) (2008–2016)
- Soft Metal Vampire (ソフトメタルヴァンパイア) (2016–2019)
- Gusha no Hoshi (愚者の星) (2019-2022)
- The Unbeatable Duo: Muhai no Futari (2024-)

### Historias cortas
- Hiroki Endo's Tanpenshu (1996–1997)
  - "The Crows, the Girl and the Yakuza"
  - "Because You're Definitely a Cute Girl"
  - "For Those of Us Who Don't Believe in God"

- Hiroki Endo's Tanpenshu 2 (1996–2000)
  - "Hang"
  - "High School Girl 2000"
  - "Platform"
  - "Boys Don't Cry"